# アーサー・シュワルツ

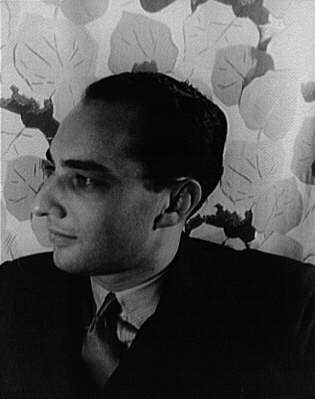
1933年

アーサー・シュワルツまたはシュウォーツ（Arthur Schwartz 1900年11月25日～1984年9月3日)はアメリカ合衆国の作曲家・映画製作者。

## 生涯

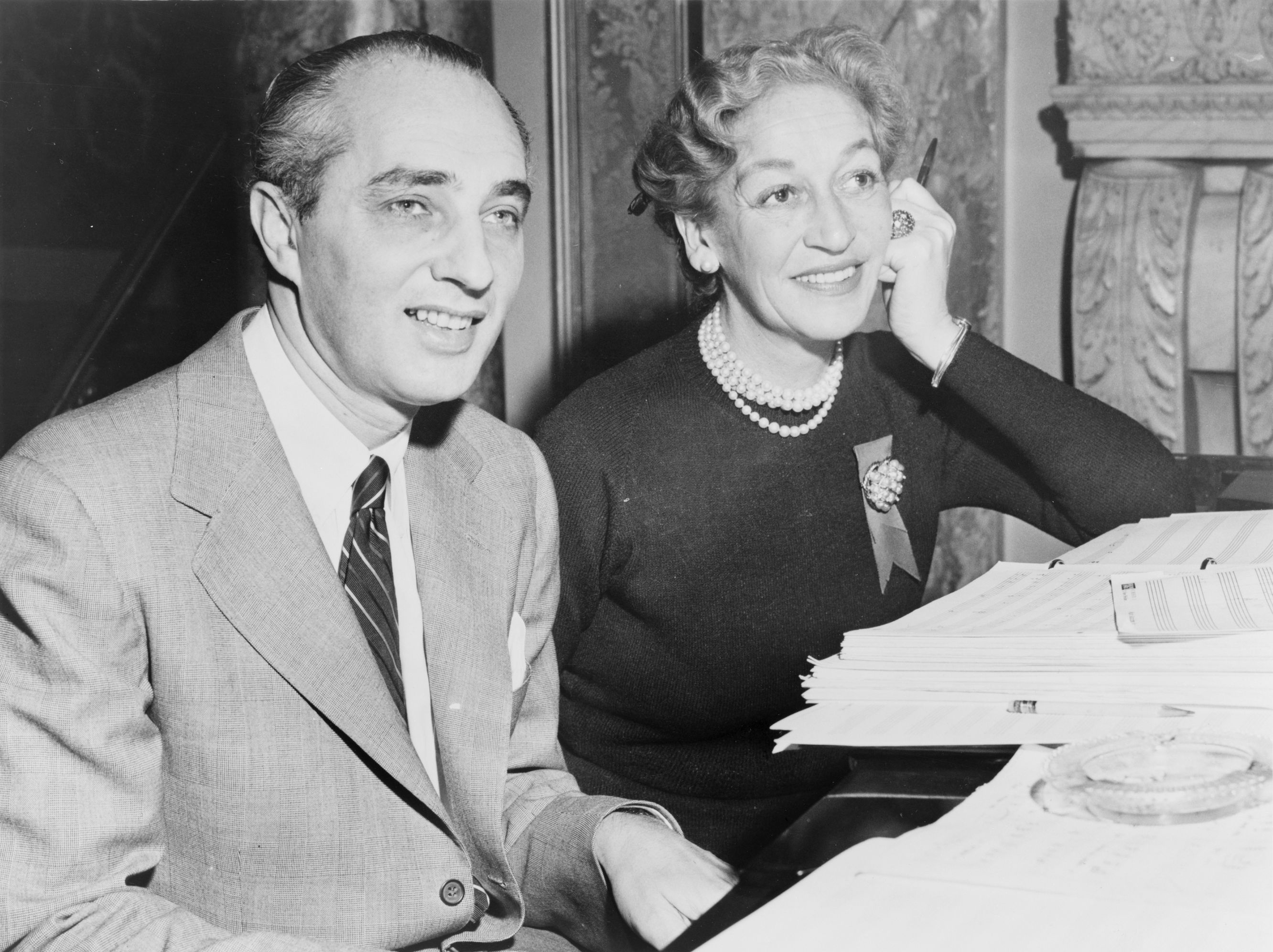
ドロシー・フィールズと。1951年。

### 初期
ブルックリン生まれ。

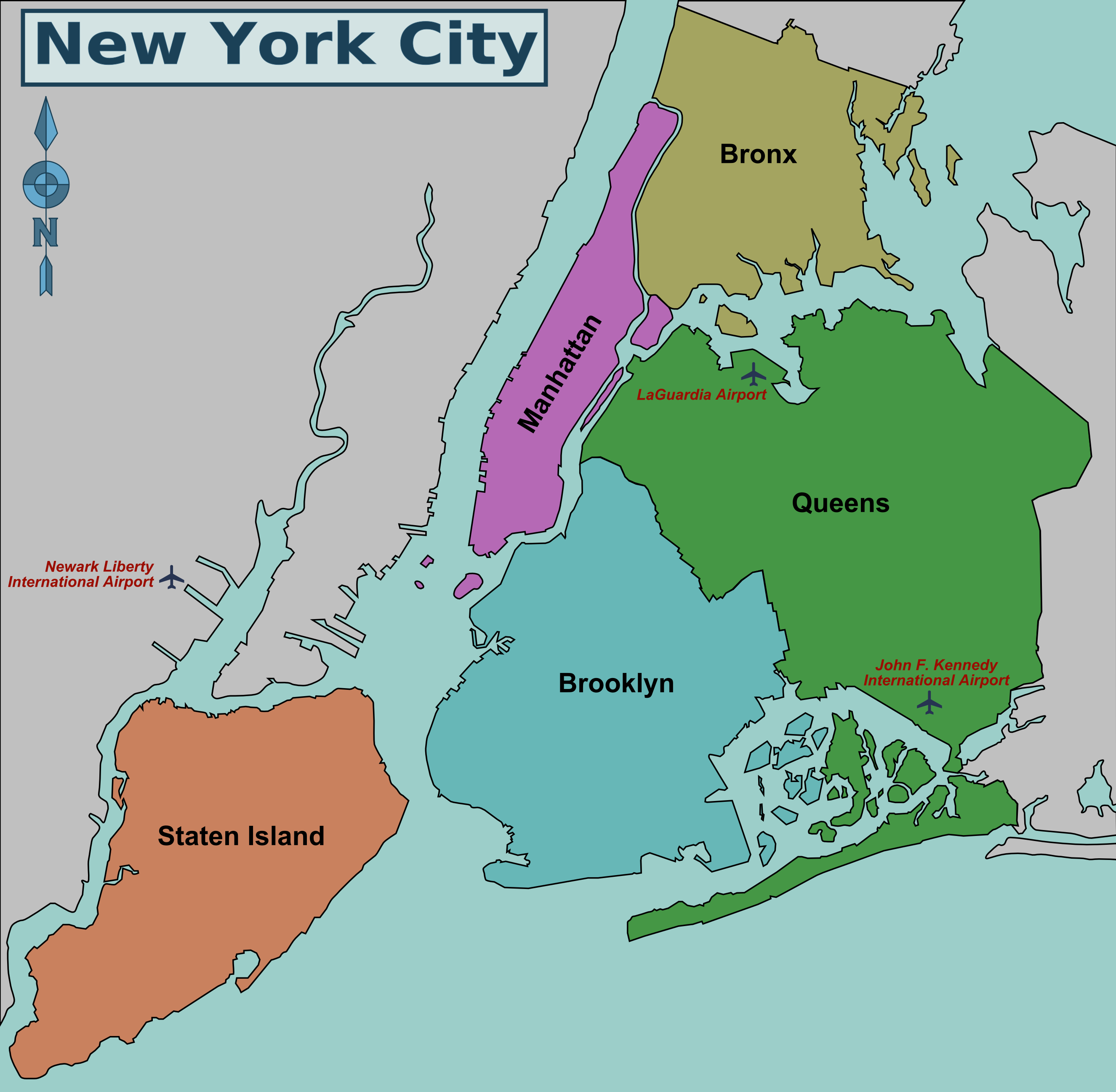
水色がブルックリン地区

独学でハーモニカとピアノ習得。14歳でサイレント映画の伴奏を映画館で始める。ニューヨーク大学で英語の学士号、コロンビア大学で英語の修士号を得る。弁護士の父に言われNYUロー・スクールを卒業。1924年に法曹界に入る。

### 仕事
法律の勉強をしながら学校で英語を教えて稼ぎ、作曲もしていた。処女作"Baltimore, Md., You're the Only Doctor for Me"（Eli Dawson作詞)を1923年に出版。
仲間であるロレンツ・ハートやジョージ・ガーシュウィンたちに作曲を続けるよう激励を受けた。
ジェローム・カーンと共作したことのあるMGM社広報員ハワード・ディーツに声をかけるも、最初は相手にしてもらえなかった ブロードウェイのショーen:The New Yorkers (1927)に作品提供。1928年までに自分の法律事務所をたたみ、ディーツと組む。
二人の共作はまずレヴュー『The Little Show』 (1929)で使用、"I Guess I'll Have to Change My Plan"は三年後にRudy Valléeでヒット。1930年にはロンドンで三つ、ニューヨークで三つのショーに作品提供。Three's a Crowd (1930)が最も成功し、キャストは前年の『The Little Show』と同じで、"Something to Remember You By"がヒットした。
映画界に進出し、1930年の映画『喧嘩商会』では"I'm Afraid of You" (作詞：ラルフ・レインジャーとEdward Eliscu)という楽曲が使用された。 ブロードウェイのミュージカルでは他にThe Band Wagon (1931), A Tree Grows in Brooklyn (1951), By the Beautiful Sea (1954), The Gay Life (1961), Jennie (1963)に書いた。MGMのミュージカル映画『バンド・ワゴン』(1953)でもディーツと手を組んだ。
また、シュワルツは、ディーツのほかにもドロシー・フィールズ、アイラ・ガーシュウィン、オスカー・ハマースタイン2世、エドワード・ヘイマン, フランク・レッサー, ジョニー・マーサー, Leo Robin,Al Stillmanとも共同で制作したことがある
コロンビア映画会社でも、ミュージカル映画『カバーガール』 (1944)、コール・ポーターの伝記映画『夜も昼も』(1946)などの制作に携わった。

### 家族
1930年、ブロードウェイのおぼこ娘役女優Kay Carringtonと結婚。1938年に息子Jonathanが生まれ、14年後、1952年に妻が死んだ。Jonathanは現在人気ラジオDJ、たまにミュージシャンもやっている。
その後、愛人だったメアリー・グレイと再婚。
次男Paulは1956年に生まれ、作曲家・指揮者・ピアニスト・プロデューサーになった。

### 死
1984年にペンシルベニア州のKintnersvilleで死んだ。

## 受賞
1944年の“They're Either Too Young or Too Old”（映画Thank Your Lucky Stars主題歌）、1948年の“A Gal in Calico”（映画The Time, the Place and the Girl主題歌）がアカデミー賞に入選。後者は後にマイルス・デイヴィスが演奏した。
1972年にソングライターの殿堂入り。
1981年、「アメリカの劇場の殿堂」入り。
1990年、ザッツ・エンターテインメント（映画『バンド・ワゴン』から）がASCAPの「最も演奏された映画主題歌」賞受賞。

## 主な作品

### ハワード・ディーツとの共作
- "By Myself (1937)":ローズマリー・クルーニー、ステイシー・ケント、 Julie London, アン・リチャーズなどが録音。
- "I Guess I'll Have to Change My Plan":クリフトン・ウェッブがレヴューThe Little Show (1929)で初演。
- "Lucky Seven" (1930)[1]
- "High and Low"：ミュージカルThe Band Wagon (1931)でJohn BarkerとRoberta Robinsonが歌った。
- "Hoops"：レヴューThe Band Wagon (1931)でフレッド・アステア&アデル・アステア（英語版）兄妹が歌った。
- "Dancing in the Dark"：キャノンボール・アダレーがカバー。
- "I Love Louisa"：フレッド・アステア&アデル・アステア（英語版）兄妹The Band Wagon (1931)で歌った。
- "If There Is Someone Lovelier Than You"：Dick Haymesが録音。
- "Alone Together"：レヴューFlying Colors (1932)でJean Sargentが歌った。
- "Louisiana Hayride"：Tamara Geva,Clifton WebbがFlying Colors (1932)で歌った。
- "Something to Remember You By"：Morgana King, Irene Kral,Jo Staffordが録音。
- "あなたと夜と音楽と（You and the Night and the Music）"：ミュージカルRevenge with Music (1934)で発表。
- "Get Yourself a Geisha Girl":ミュージカルAt Home Abroad (1935)から
- "Got a Bran' New Suit"：Ethel WatersがレヴューAt Home Abroad (1935)で歌った。
- "Love Is a Dancing Thing"：1935年のレヴューAt Home Abroadから
- "Paree"：ミュージカルAt Home Abroad (1935)から
- "I See Your Face Before Me"：ジャック・ブキャナン（英語版）,イヴリン・レイ（英語版）,Adele DixonがミュージカルBetween the Devil (1937)で歌い、フランク・シナトラはアルバム『ウィ・スモール・アワーズ（英語版）』(1955)で、ドリス・デイはアルバム『Day By Night』 (1957) で歌った。
- Susannah McCorkleはミュージカル 『Inside U.S.A.』(1948)で"Haunted Heart"を謳った。
- ザッツ・エンターテインメント "That's Entertainment"　1953年の映画『バンド・ワゴン』より
- "Waitin' for the Evening Train", ミュージカル Jennieより (1963)

### 他の作詞家との共作
- "After All You're All I'm After" (エドワード・ヘイマン作詞, 1933)
- "Then I'll Be Tired of You" ( E. Y. Harburg作詞, 1934年発表);ファッツ・ウォーラーやJeri Southernが録音
- "An Old Flame Never Dies" (アル・スティルマン（英語版）&ローレンス・ストーリングス（英語版）作詞、ミュージカルVirginia (1937)にて使用
- "Confession" (1937), ジュディ・ホリデイ歌唱
- "A Lady Needs a Change" ( Dorothy Fields作詞), Stars in Your Eyes (1939)でEthel Mermanが歌唱[7][8]
- "It's All Yours" (words by Dorothy Fields),Jimmy Duranteと Ethel Merman が Stars in Your Eyes (1939)で歌唱[7]
- "'Til You Return" (作詞：Howard Schwartz）Claire Trevorが1942年の映画Crossroadsで歌唱)
- "I'm Riding for a Fall" (作詞：フランク・レッサー,  デニス・モーガン（英語版）とJoan Leslieが1943年の映画Thank Your Lucky Stars で歌唱)
- "They're Either Too Young or Too Old" (作詞：フランク・レッサー, ), 映画Thank Your Lucky Stars (1943)で ベティ・デイヴィスが歌唱
- "en:A Gal in Calico" ( Leo Robin作詞), 映画 The Time, the Place and the Girl (1946) にてジャック・カーソン, マーサ・ヴィッカーズ、 デニス・モーガンらが歌唱
- "A Rainy Night in Rio" ( Leo Robin作詞), 映画The Time, the Place and the Girl] (1946) にて、 デニス・モーガン, ジャック・カーソン, ジャニス・ペイジ,マーサ・ヴィッカーズらが歌唱
- "Alone Too Long" (words by Dorothy Fields),ミュージカル By the Beautiful Sea (1954)にてシャーリー・ブース とウィルバー・エバンスが歌唱

## 参照
1. 1 2 3 4 5 6 7  “Arthur Schwartz”. Songwriters Hall of Fame 2013年11月23日閲覧。
2. 1 2 3 4 5 6 7  “Artist Bio: Arthur Schwartz”. ArtistDirect.com. 2013年11月23日閲覧。
3. 1 2  James Gavin (2004年3月7日). “Book Review: Frankie & Jonathan: All in Good Time”. The New York Times
4. ↑  Robert Cummings. “Arthur Schwartz Artist Biography”. AllMusic.com
5. ↑  “Arthur Schwartz at the Songwriters Hall of Fame”.   Songwritershalloffame.org. 2012年6月17日閲覧。
6. ↑  “26 Elected to the Theater Hall of Fame”. The New York Times. (1981年3月3日)
7. 1 2  “Stars in Your Eyes”. The Dorothy Fields Website. 2013年11月23日閲覧。
8. ↑  Charlotte Greenspan (July 27, 2010). Pick Yourself Up: Dorothy Fields and the American Musical. Oxford University Press. p. 233